# 꼬임 없는 가군
환론에서 꼬임 없는 가군(영어: torsion-free module)은 {\displaystyle r\in R} 및 {\displaystyle m\in M}에 대하여 "특별한 이유가 없다면" {\displaystyle rm\neq 0}인 가군 {\displaystyle _{R}M}이다. 마찬가지로, 나눗셈 가군(영어: divisible module)은 {\displaystyle r\in R} 및 {\displaystyle m\in M}에 대하여 "특별한 이유가 없다면" {\displaystyle r^{-1}m}이 (유일하지 않을 수 있게) 존재하는 가군 {\displaystyle _{R}M}이다.
꼬임 없는 가군의 개념과 나눗셈 가군의 개념은 서로 쌍대 개념이다.
보다 구체적으로, 임의의 환 {\displaystyle R} 및 왼쪽 가군 {\displaystyle M}에서, 임의의 {\displaystyle r,s\in R}에 대하여 만약 {\displaystyle rs=0}이라면, 당연히 {\displaystyle r(sM)=0}이다. 따라서, 임의의 {\displaystyle m\in M}에 대하여 {\displaystyle rm\neq 0}일 필요 조건은 {\displaystyle m\not \in sM}인 것이다. 이 필요 조건들이 충분한 경우, {\displaystyle M}을 꼬임 없는 가군이라고 한다.
마찬가지로, 임의의 환 {\displaystyle R} 및 왼쪽 가군 {\displaystyle M}에서, 임의의 {\displaystyle s,r\in R}에 대하여 {\displaystyle sr=0}이라고 하자. 그렇다면 {\displaystyle s(rM)=0}이므로, 임의의 {\displaystyle m\in M}에 대하여 {\displaystyle r^{-1}m}이 존재할 필요 조건은 {\displaystyle sm=0}인 것이다. 이 필요 조건들이 충분한 경우, {\displaystyle M}을 나눗셈 가군이라고 한다.

## 정의
환 {\displaystyle R}의 왼쪽 가군 {\displaystyle _{R}M}에 대하여 다음 두 조건이 서로 동치이며, 이를 만족시키는 왼쪽 가군을  나눗셈 왼쪽 가군(영어: divisible left module)이라고 한다.
- 임의의 {\displaystyle r\in R} 및 {\displaystyle m\in M}에 대하여, {\displaystyle \operatorname {Ann} (_{R}r)m=0}이라면, {\displaystyle m\in rM}이다.[1]:§1[2]:70, Definition 3.16
- 임의의 {\displaystyle r\in R}에 대하여, {\displaystyle \operatorname {Ext} _{R}^{1}(R/Rr,M)=0}이다.[1]:Proposition 1′

환 {\displaystyle R}의 왼쪽 가군 {\displaystyle _{R}M}에 대하여 다음 두 조건이 서로 동치이며, 이를 만족시키는 왼쪽 가군을 꼬임 없는 왼쪽 가군(영어: torsion-free left module)이라고 한다.
- 임의의 {\displaystyle r\in R} 및 {\displaystyle m\in M}에 대하여, {\displaystyle m\not \in \operatorname {Ann} (r_{R})M}이라면, {\displaystyle rm\neq 0}이다.[1]:§1[3]:83, §2.8
- 임의의 {\displaystyle r\in R}에 대하여, {\displaystyle \operatorname {Tor} _{1}^{R}(R/rR,M)=0}이다.[1]:Proposition 1
- 임의의 {\displaystyle r\in R}에 대하여, 자연스러운 군 준동형 {\displaystyle rR\otimes _{R}M\to rM}은 아벨 군의 동형이다.[3]:83, Proposition 2.8.4

여기서
{\displaystyle \operatorname {Ann} (_{R}r)=\{s\in R\colon sr=0\}}
{\displaystyle \operatorname {Ann} (r_{R})=\{s\in R\colon rs=0\}}
는 각각 {\displaystyle r}의 왼쪽·오른쪽 소멸자이며,
{\displaystyle \operatorname {Ann} (r_{R})M=\{s_{1}m_{1}+s_{2}m_{2}+\cdots +s_{k}m_{k}\colon k\in \mathbb {N} ,\;{\vec {s}}\in R^{k},\;{\vec {m}}\in M^{k}\}}
이며, Tor는 Tor 함자이며, Ext는 Ext 함자이다.

## 성질
모든 왼쪽 단사 가군은 항상 왼쪽 나눗셈 가군이다. 반대로, 만약 모든 왼쪽 아이디얼이 주 왼쪽 아이디얼이라면, 모든 왼쪽 나눗셈 가군은 왼쪽 단사 가군이다.:Proposition 2:Corollary 3.17′ 이는 왼쪽 가군 {\displaystyle M}이 단사 가군일 필요충분조건은 모든 왼쪽 아이디얼 {\displaystyle _{R}{\mathfrak {A}}}에 대하여 {\displaystyle \operatorname {Ext} _{R}^{1}(R/{\mathfrak {A}},M)=0}인 것이기 때문이다.:Lemma 4.1.11
환 {\displaystyle R}에 대하여 다음 조건들이 서로 동치이며, 이를 만족시키는 환을 폰 노이만 정칙환(영어: von Neumann regular ring) 또는 절대 평탄환(영어: absolutely flat ring)이라고 한다.
- 임의의 {\displaystyle r\in R}에 대하여, {\displaystyle r=rsr}인 {\displaystyle s\in R}가 존재한다.
- 모든 {\displaystyle R}-왼쪽 가군은 꼬임 없는 왼쪽 가군이다.[1]:149, §2
- 모든 {\displaystyle R}-오른쪽 가군은 꼬임 없는 오른쪽 가군이다.[1]:149, §2
- 모든 {\displaystyle R}-왼쪽 가군은 나눗셈 왼쪽 가군이다.[1]:149, §2
- 모든 {\displaystyle R}-오른쪽 가군은 나눗셈 오른쪽 가군이다.[1]:149, §2
- 모든 {\displaystyle R}-왼쪽 가군은 평탄 왼쪽 가군이다.
- 모든 {\displaystyle R}-왼쪽 가군은 평탄 오른쪽 가군이다.
- 모든 주 왼쪽 아이디얼은 멱등원에 의하여 생성된다. 즉, 임의의 {\displaystyle r\in R}에 대하여, {\displaystyle Rr=Re}이자 {\displaystyle e^{2}=e}인 {\displaystyle e\in R}가 존재한다.
- 모든 주 오른쪽 아이디얼은 멱등원에 의하여 생성된다. 즉, 임의의 {\displaystyle r\in R}에 대하여, {\displaystyle rRr=eR}이자 {\displaystyle e^{2}=e}인 {\displaystyle e\in R}가 존재한다.
- 모든 유한 생성 왼쪽 아이디얼은 멱등원에 의하여 생성된다. 즉, 임의의 {\displaystyle r_{1},r_{2},\dots ,r_{k}\in R}에 대하여, {\displaystyle Rr_{1}+Rr_{2}+\cdots +Rr_{k}=Re}이자 {\displaystyle e^{2}=e}인 {\displaystyle e\in R}가 존재한다.
- 모든 유한 생성 오른쪽 아이디얼은 멱등원에 의하여 생성된다. 즉, 임의의 {\displaystyle r_{1},r_{2},\dots ,r_{k}\in R}에 대하여, {\displaystyle Rr_{1}+Rr_{2}+\cdots +Rr_{k}=Re}이자 {\displaystyle e^{2}=e}인 {\displaystyle e\in R}가 존재한다.

### 평탄 가군과의 관계
모든 왼쪽 평탄 가군 {\displaystyle _{R}M}은 항상 꼬임 없는 가군이다. 반대로, 만약 모든 유한 생성 오른쪽 아이디얼이 주 오른쪽 아이디얼이라면 (예를 들어, 베주 정역의 경우), 모든 왼쪽 꼬임 없는 가군은 왼쪽 평탄 가군이다.:Proposition 2:128, Proposition 4.20 이는 왼쪽 가군 {\displaystyle M}이 평탄 가군일 필요충분조건은 모든 유한 생성 오른쪽 아이디얼 {\displaystyle {\mathfrak {A}}_{R}}에 대하여 {\displaystyle \operatorname {Tor} _{R}^{1}(R/{\mathfrak {A}},M)=0}인 것이기 때문이다.
꼬임 없는 왼쪽 가군 {\displaystyle _{R}M}에 대하여 다음 조건들이 서로 동치이다.:84, Proposition 2.8.5
- 평탄 왼쪽 가군이다.
- 임의의 오른쪽 아이디얼 {\displaystyle {\mathfrak {A}}_{R},{\mathfrak {B}}_{R}\subseteq R}에 대하여, {\displaystyle {\mathfrak {A}}M\cap {\mathfrak {B}}M=({\mathfrak {A}}\cap {\mathfrak {B}})M}이다.
- 임의의 유한 생성 오른쪽 아이디얼 {\displaystyle {\mathfrak {A}}_{R},{\mathfrak {B}}_{R}\subseteq R}에 대하여, {\displaystyle {\mathfrak {A}}M\cap {\mathfrak {B}}M=({\mathfrak {A}}\cap {\mathfrak {B}})M}이다.

여기서
{\displaystyle {\mathfrak {A}}M=\{a_{1}m_{1}+a_{2}m_{2}+\cdots +a_{k}m_{k}\colon k\in \mathbb {N} ,\;{\vec {a}}\in {\mathfrak {A}}^{k},\;{\vec {m}}\in M^{k}\}}
이다.